# Melissodes fumosa
Melissodes fumosa är en biart som beskrevs av Laberge 1961. Melissodes fumosa ingår i släktet Melissodes och familjen långtungebin. Inga underarter finns listade i Catalogue of Life.